# Clinopogon reginaldi
Clinopogon reginaldi là một loài ruồi trong họ Asilidae. Clinopogon reginaldi được Séguy miêu tả năm 1955. Loài này phân bố ở vùng nhiệt đới châu Phi.